# بوگویوو
بوگویوو (به صربی: Bogojevo) یک منطقهٔ مسکونی در صربستان است که در Apatin District واقع شده‌است. بوگویوو ۳۸٫۳ کیلومتر مربع مساحت و ۱٬۷۴۴ نفر جمعیت دارد و ۸۶ متر بالاتر از سطح دریا واقع شده‌است.